# Podział administracyjny Gwinei Bissau
Gwinea Bissau podzielona jest na 8 regionów administracyjnych. Niższy szczebel administracji terytorialnej stanowią sektory – w całym kraju jest ich 37. Stolica, Bissau, jest tzw. sektorem autonomicznym, niewchodzącym w skład żadnego z regionów.
Regiony:
1. Bafatá
2. Biombo
3. Bolama
4. Cacheu
5. Gabú
6. Oio
7. Quinara
8. Tombali

Sektor autonomiczny:
- Bissau